# 巴莪
巴莪是一個位于马来西亚柔佛州麻坡县的市郊。

## 歷史
在馬來亞緊急狀態間，英國和英聯邦軍隊在巴莪與馬共遊擊隊戰鬥。

## 設施

### 教育
- 蘇丹阿拉烏丁利亞沙國中
- 巴莪大学城
- 馬來西亞國家體育理事會大樓[3]

## 交通
- 駕車從南北大道駛達